# Nelson Cruz
Nelson da Cruz (ur. 31 grudnia 1977) – pochodzący z  Republiki Zielonego Przylądka lekkoatleta, długodystansowiec, olimpijczyk.
W 2006 zdobył złoty medal w półmaratonie na Igrzyskach Luzofonii.
W roku 2008 reprezentował swój kraj na igrzyskach w Pekinie, startował w maratonie mężczyzn - z czasem 2:23:47 zajął 48 miejsce.

## Rekordy życiowe
| Dystans               | Wynik (s) | Miejsce          | Data                 |
| --------------------- | --------- | ---------------- | -------------------- |
| bieg na 10 000 metrów | 29:09.51  | Lizbona          | 28 czerwca 2008      |
| bieg na 15 kilometrów | 46:05     | Viana do Castelo | 20 stycznia 2008     |
| bieg na 20 kilometrów | 1:01:22   | Almeirim         | 20 października 2005 |
| półmaraton            | 1:04:16   | Pombal           | 27 lipca 2008        |
| maraton               | 2:19:15   | Rotterdam        | 10 kwietnia 2005     |